# Al-Asharinah
Al-Asharinah (tiếng Ả Rập: العشارنة) là một ngôi làng Syria nằm trong phó huyện Tell Salhab ở huyện Al-Suqaylabiyah ở tỉnh Hama. Theo Cục Thống kê Trung ương Syria (CBS), al-Asharinah có dân số 6.347 trong cuộc điều tra dân số năm 2004. Cư dân của nó chủ yếu là người Hồi giáo Sunni.